# Van Hool AGG300
Le Van Hool AGG300 est un autobus bi-articulé  à plancher bas fabriqué par la firme belge Van Hool. La particularité de la gamme d'autobus proposé par Van Hool est la position du moteur : l'AGG300 a un moteur au centre de la partie avant du bus.

## Historique

### Utilisation
Seuls deux Van Hool AGG300 ont été produits :
- un prototype, essayé sur le réseau De Lijn en 1994 avant d'être vendu aux transports municipaux d'Utrecht (GVU). Il fut par la suite revendu en Angola ;
- un autobus, mis en service en 1997 sur le réseau TEC à Liège. Resté unique en son genre, malgré l'arrivée à Liège d'un AG300 destiné à être transformé en AGG300 si nécessaire, il circula jusqu'en juin 2020 avant d'intégrer les collections du Musée des transports en commun de Wallonie[2].

Ce modèle sera remplacé, au catalogue de Van Hool, par le NewAGG300, qui sera commandé par plusieurs réseaux de transport, notamment aux Pays-Bas et en Allemagne.

## Caractéristiques
Les 2 prototypes de ces autobus sont constitués d'un Van Hool AG300 auquel on a intercalé une caisse fabriquée sur mesure.
La capacité totale est d'environ 200 passagers.
Le coût de production est d'environ 13 millions de francs belges (environ 322 260 €).
- Photos d'un AGG300

## Galerie de photographies

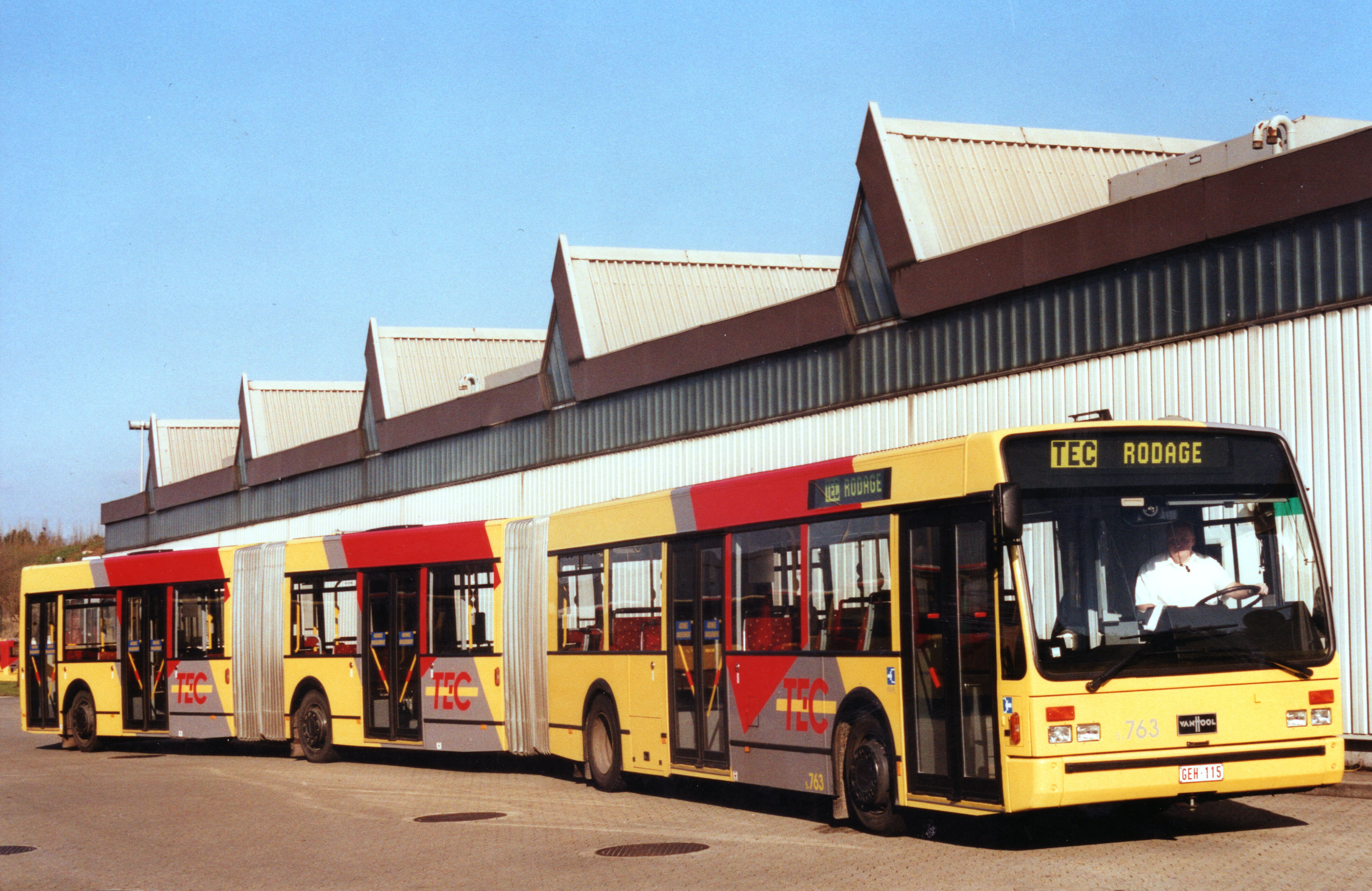
En 1998.
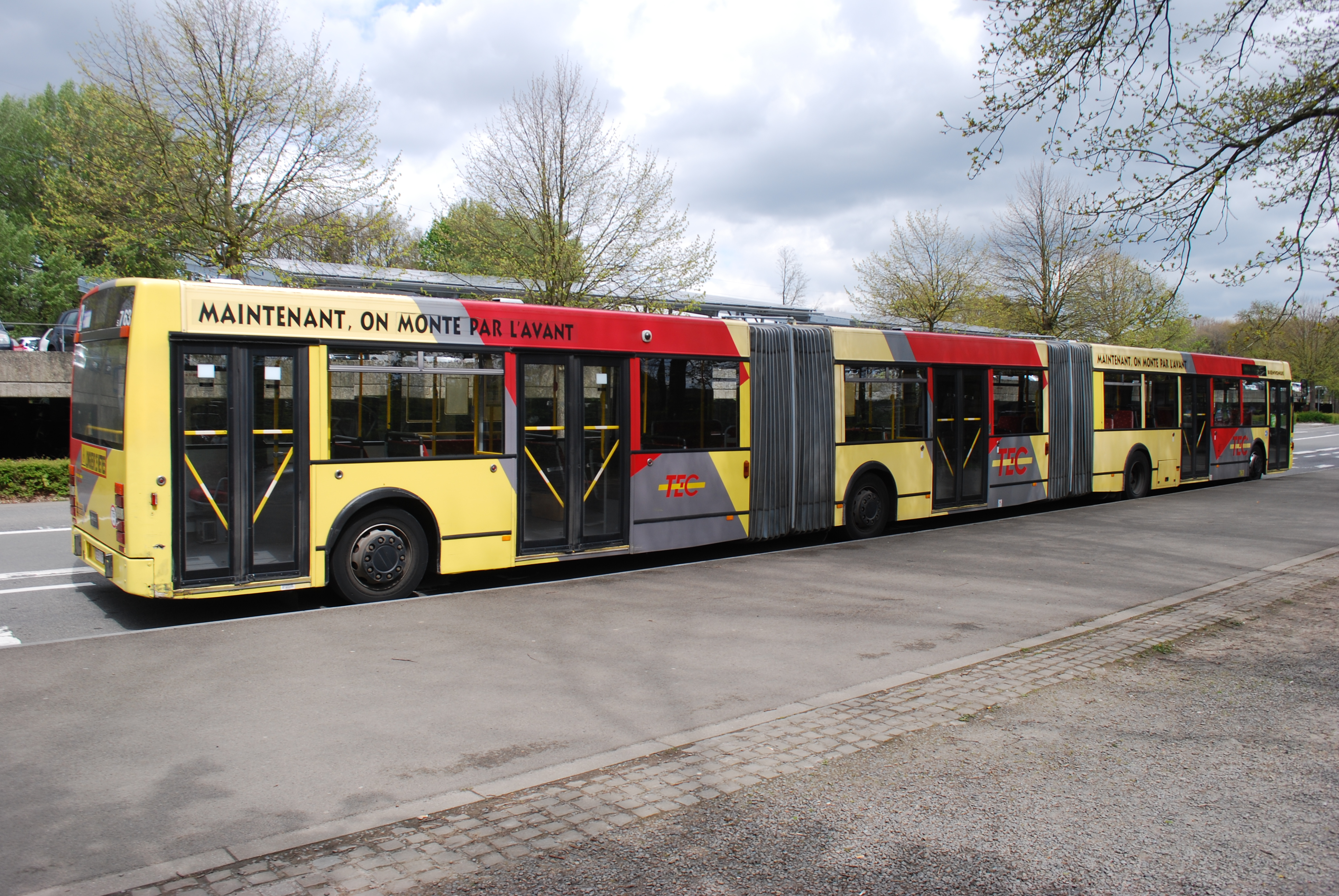
Vue arrière.

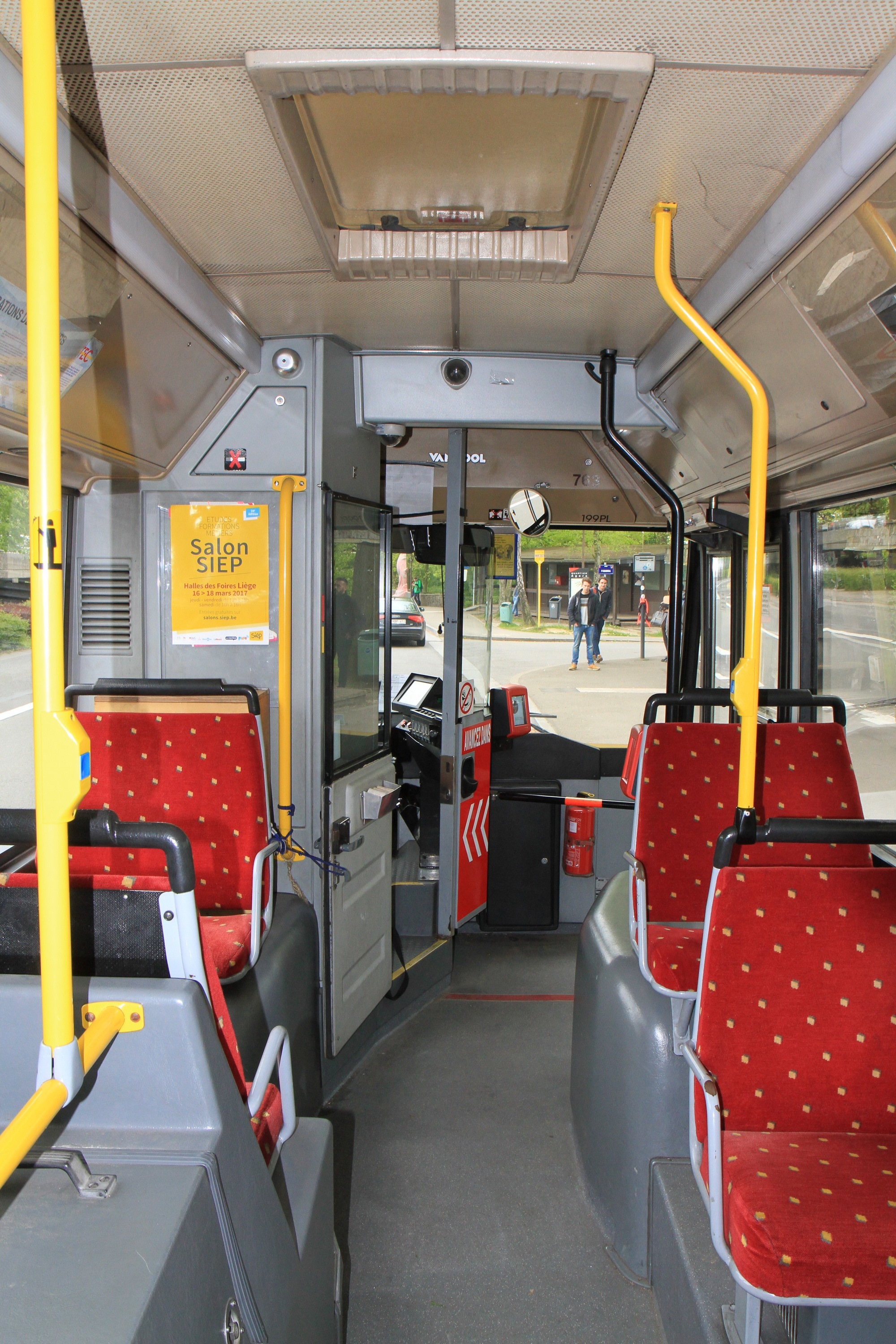
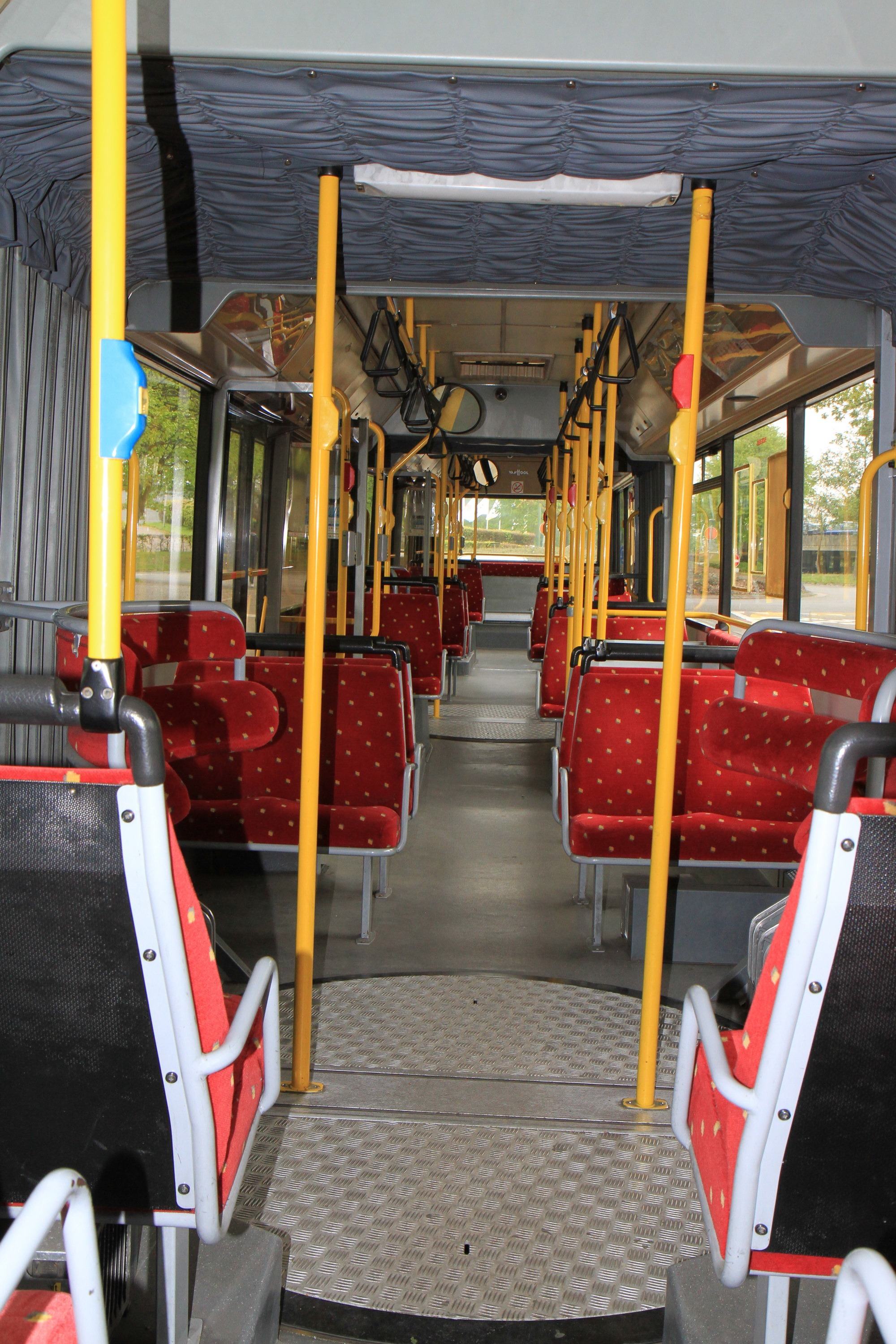
Intérieur.
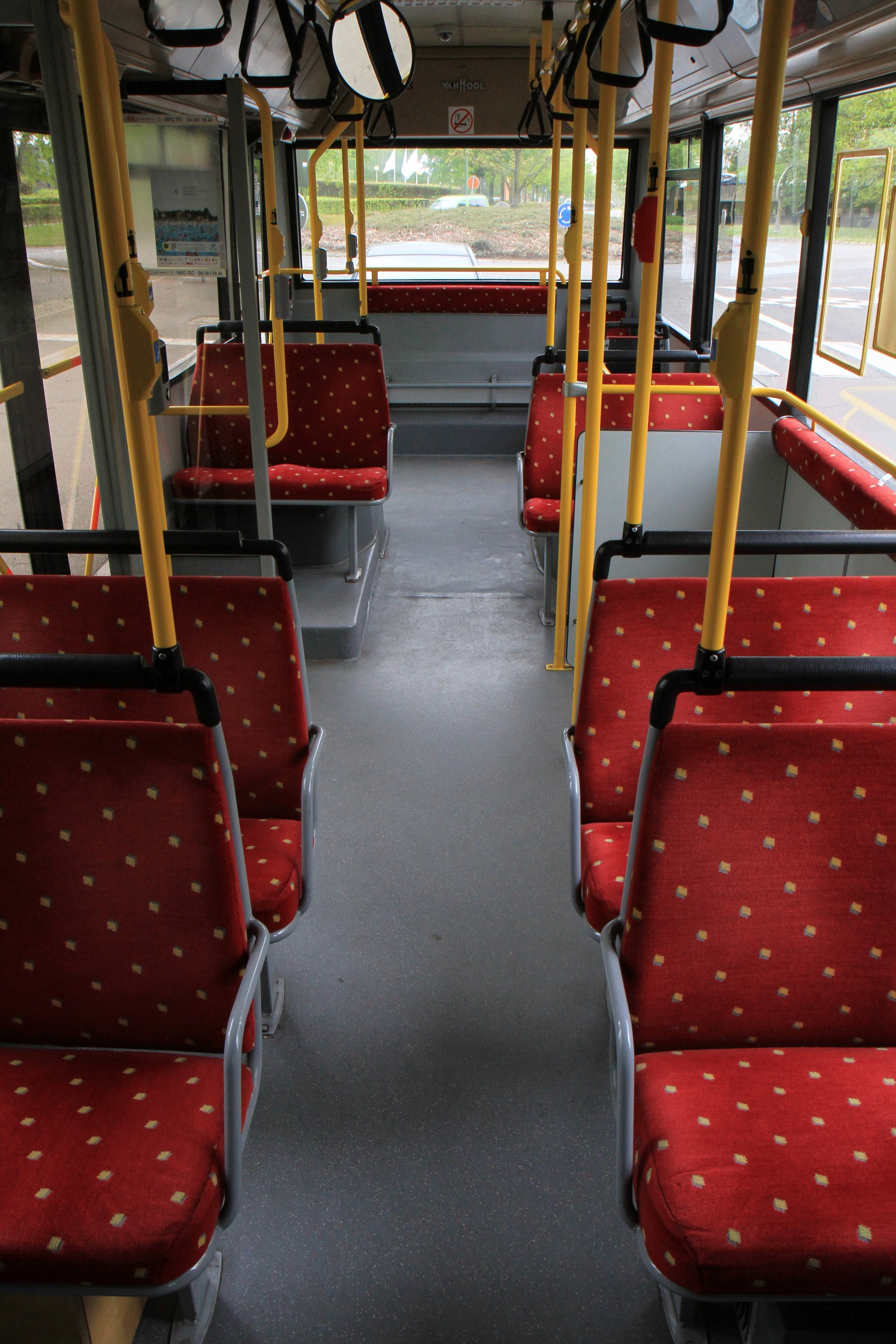